# Nakajima Ki-84
El Nakajima Ki-84 Hayate (疾風 tempestad?) fue un avión de caza monoplaza utilizado por el Servicio Aéreo del Ejército Imperial Japonés durante los dos últimos años de la Segunda Guerra Mundial. Su designación oficial en el Ejército Japonés era Caza Tipo 4 (四式戦闘機 yon-shiki-sen-tou-ki?), y su nombre en clave para los Aliados era “Frank”.
Con un excelente rendimiento y una alta maniobrabilidad, el Ki-84 fue considerado el mejor caza japonés utilizado a gran escala durante el conflicto mundial. Era capaz de alcanzar a cualquier tipo de caza Aliado, y de interceptar los bombarderos pesados de gran altitud B-29 Superfortress. Su potente armamento (que podía incluir dos cañones de 30 mm y otros dos de 20 mm) incrementaban su letalidad. Aunque obstaculizado por la baja calidad de fabricación en los últimos modelos, un motor que necesitaba mucho mantenimiento, un tren de aterrizaje con tendencia a doblarse, y por encima de todo la falta de pilotos experimentados, el Hayate demostró ser un caza temible. Se fabricaron un total de tres mil quinientos catorce aviones.

## Diseño y desarrollo

### Nacimiento
En 1940 el Ejército Imperial Japonés emitió una especificación mediante la cual pedía un caza pesado que relevara al Ki-43. Las especificaciones pedían un avión entre 640 y 680 km/h. Debía estar impulsado por el Nakajima Ha45, una versión radial del Homare. El avión debía tener depósitos autosellantes y blindaje. No obstante, Nakajima no poseía la maquinaria necesaria, debido a esto los prototipos fueron construidos a mano. Se introdujo así mismo la provisión de dos depósitos de combustible lanzables con carburante, en reemplazo del único depósito de combustible ventral que iba en la panza y que hasta entonces se seguía usando. Finalmente Nakajima puso en producción el Caza Tipo 4 Modelo 1 del Ejército o Nakajima Ki-84, el cual voló por primera vez en abril de 1943. 

### Entrada en servicio
Los primeros ejemplares se entregaron a comienzos del año siguiente a los Sentais de Filipinas, Wake, Marcus, Iwo Jima, Okinawa y Formosa. En febrero el avión empezó a ser entregado a los Hikotais y Chutais de Manchukuo, Mengjiang, China, Siam, Indonesia, Birmania, Hong Kong, Corea y Singapur.

## Variantes
- Ki-84a: Prototipo
- Ki-84b: Modelo de evaluación.
- Ki-84c: Modelo de preproducción.
- Ki-84Ia: Primera variante de producción. Estaba armado con dos ametralladoras Ru de 12 mm y dos cañones Ho-16 de 20mm.
- Ki-84Ib: Segunda variante de producción. Estaba armado con cuatro cañones Ho-16 de 20 mm.
- Ki-84Ic: Tercera variante de producción, con un armamento más pesado.Estaba armado con cuatro cañones Rheinmetall de 30 mm.
- Ki-84Ia (Mansyu): Ki-84Ia producido bajo licencia en Manchukuo por la Manshū Koku Hikōki Seizō Kabushiki Kaisha.
- Ki-84II: Versión similar a los Ki-84Ia, Ib e Ic renombrados como Ki-84IIa, IIb e IIc. Tenían pequeñas modificaciones aerodinámicas.
- Ki-84N/P/R: Versiones de alta cota del Ki-84Ia, Ib e Ic.
- Ki-106: Ki-84Ic producido con licencia por Tachikawa.
- Ki-113: Prototipo para una variante construida de aluminio.
- Ki-117: Ki-84N rediseñado.

## Operadores
Japón

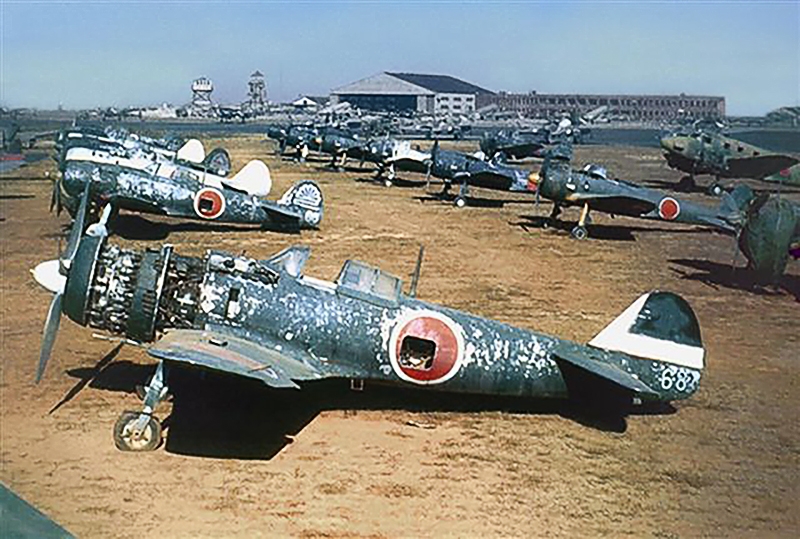
Varios Ki-84 y Ki-43 fotografiados después de la guerra en una antigua base japonesa en Corea. El Ki-84 en primer plano es del 85.º Hiko-Sentai y el siguiente del 22º Hiko-Sentai.

- Servicio Aéreo del Ejército Imperial Japonés

### Posguerra
Indonesia
- En 1945 los indonesios capturaron varias bases aéreas japonesas, en donde hallaron muchos Franks, varios de estos aviones fueron destruidos en el conflicto con Holanda de 1946 a 1949

 República de China
- 2 Escuadrones capturados

 China
- 2 Escuadrones capturados. Participaron en la Guerra de Corea, donde fueron prácticamente exterminados a manos de los cazas estadounidenses a reacción. Fueron retirados en 1956

 Estados Unidos
- En 1945, varios Franks fueron capturados.Posteriormente fueron trasladados a E.U, donde fueron pintados con los colores estadounidenses para ser evaluados por el TAIC (Centro de Inteligencia Aérea Técnica)

 Corea del Sur
- 6 aviones capturados. En la guerra con Corea del Norte fueron usados para la defensa de los yacimientos de combustible del noroeste del país. Sirvieron poco tiempo, pues en febrero de 1952 fueron sustituidos por los F-86

## Historia operacional

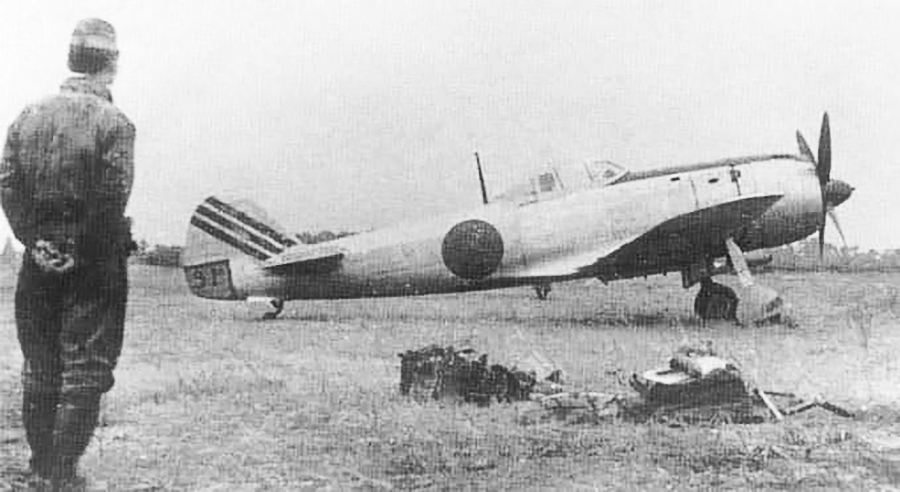
Ki-84 del Hiko Sentai en las Filipinas.

El Frank tuvo su bautizo de fuego en marzo de 1944 en Hankow. Allí se enfrentó a los cazas P-40, anulando el potencial de los cazas norteamericanos. En octubre del mismo año los aviones tomaron parte en la campaña de las Filipinas. Al año siguiente los aviones fueron empleados en la defensa de Iwo Jima, Corea, China, Formosa, Filipinas y Siam. En abril del mismo año fueron enviados a Okinawa para repeler el desembarco anglo-americano en dicho lugar. En julio de 1945,11 Franks atacaron la base aérea estadounidense de Yontan Air Field en Okinawa, logrando destruir varios aviones en tierra y 1.000 l de combustible.

## Supervivientes
Varios Franks sobrevivieron a la guerra y actualmente están en colecciones públicas y museos o en restauración.El más conocido es uno que está expuesto en Chiran, Japón.

## Especificaciones (Ki-84-Ib)

### Características generales
- Tripulación: 1 (piloto)
- Longitud: 9,93 m
- Envergadura: 11,23 m
- Altura: 3,38 m
- Superficie alar: 21 m²
- Peso vacío: 2665 kg
- Peso cargado: 3616 kg
- Peso máximo al despegue: 3898 kg
- Planta motriz: 1× Motor radial de 18 cilindros en dos filas refrigerado por aire Nakajima Ha-45-21 Homare.
  - Potencia: 1484 kW (1990 HP; 2018 CV)
- Hélices: 1× cuatripala por motor.

### Rendimiento
- Velocidad nunca excedida (Vne): 800 km/h (497 MPH; 432 kt)
- Velocidad máxima operativa (Vno): 687 km/h (427 MPH; 371 kt) a 6100 m de altitud
- Alcance: 2155 km (1164 nmi; 1339 mi)
- Techo de vuelo: 10 500 m (34 449 ft)
- Régimen de ascenso: 19,3 m/s (3789 ft/min)
- Carga alar: 172 kg/m²
- Potencia/peso: 0,41 kW/kg

### Armamento
- Ametralladoras: 

  - 2x Ho-103 de 12,7 mm en el morro con 350 balas cada una

- Cañones: 

  - 4x Ho-5 de 20 mm con 100 proyectiles los internos y 60 los externos
- Puntos de anclaje: 2 soportes subalares para cargar una combinación de:  
  - Bombas: 

    - 2 de 100 o 250 kg

  - Otros: 

    - 2x tanques de combustible externos de 200 litros

### Desarrollos relacionados
- Nakajima Ki-43
- Nakajima Ki-44
- Tachikawa Ki-103
- Nakajima Ki-113
- Nakajima Ki-116

### Aeronaves similares
- Lavochkin La-7
- Focke-Wulf Fw 190
- Mitsubishi J2M
- Kawanishi N1K
- Kawasaki Ki-100
- Republic P-47 Thunderbolt
- North American P-51 Mustang

### Listas relacionadas
- Anexo:Cazas de la Segunda Guerra Mundial
- Anexo:Aeronaves militares utilizadas en la Segunda Guerra Mundial